# Marko Đira
Marko Đira (Sebenico, 5 maggio 1999) è un calciatore croato, centrocampista dell'EN Paralimni.

## Carriera

### Club
Cresciuto nel settore giovanile della Dinamo Zagabria, ha esordito in prima squadra il 30 marzo 2019 disputando l'incontro di 1.HNL vinto 1-0 contro l'Inter Zaprešić.

### Nazionale
Ha giocato in tutte le nazionali giovanili croate comprese tra l'Under-15 e l'Under-20.

## Statistiche
Statistiche aggiornate all'11 dicembre 2019.

### Presenze e reti nei club
| Stagione        | Squadra            | Campionato      | Campionato | Campionato | Coppe nazionali | Coppe nazionali | Coppe nazionali | Coppe continentali | Coppe continentali | Coppe continentali | Altre coppe | Altre coppe | Altre coppe | Totale | Totale | Totale |
| Stagione        | Squadra            | Comp            | Pres       | Reti       | Comp            | Pres            | Reti            | Comp               | Pres               | Reti               | Comp        | Pres        | Reti        | Pres   | Reti   |        |
| --------------- | ------------------ | --------------- | ---------- | ---------- | --------------- | --------------- | --------------- | ------------------ | ------------------ | ------------------ | ----------- | ----------- | ----------- | ------ | ------ | ------ |
| 2018-2019       | Dinamo Zagabria II | 2.HNL           | 8          | 0          |                 | -               | -               |                    | -                  | -                  |             | -           | -           | 8      | 0      |        |
| 2019-2020       | Dinamo Zagabria II | 2.HNL           | 11         | 0          |                 | -               | -               |                    | -                  | -                  |             | -           | -           | 11     | 0      |        |
| 2018-2019       | Dinamo Zagabria    | 1.HNL           | 2          | 0          | CC              | 0               | 0               |                    | -                  | -                  |             | -           | -           | 2      | 0      |        |
| 2019-2020       | Dinamo Zagabria    | 1.HNL           | 3          | 0          | CC              | 1               | 0               | UCL                | 3                  | 0                  |             | -           | -           | 7      | 0      |        |
| Totale carriera | Totale carriera    | Totale carriera | 24         | 0          |                 | 1               | 0               |                    | 3                  | 0                  |             | -           | -           | 28     | 0      |        |

## Palmarès

### Club

#### Competizioni nazionali
- Campionato croato: 2

Dinamo Zagabria: 2018-2019, 2019-2020
- Coppa di Slovenia: 1

Koper: 2021-2022